# Neyagawa
Neyagawa (寝屋川市, Neyagawa-shi) est une ville du Japon située dans la préfecture d'Osaka.

## Géographie

### Démographie
En mars 2024, la ville de Neyagawa avait une population de 225 140 habitants, une densité de population de 9 103 hab/m2. La superficie de la ville est de 24,73 km2.

## Histoire
La ville de Neyagawa a été fondée le 3 mai 1951.

Neyagawa au sein de la préfecture d'Osaka.

## Jumelages
Neyagawa est jumelée avec Newport News en Virginie (États-Unis) et Oakville en Ontario (Canada).

## Bâtiments et structures notables
- Temple Narita-san Fudoson[2],[3]
- Rivière Neya

## Personnalités liées à la municipalité
- Gōeidō Gōtarō, lutteur de sumo, ōzeki
- Koji Uehara, joueur de baseball